# Atrichobrunettia bispinata
Atrichobrunettia bispinata är en tvåvingeart som beskrevs av Freddy Bravo 2006. Atrichobrunettia bispinata ingår i släktet Atrichobrunettia och familjen fjärilsmyggor. Inga underarter finns listade i Catalogue of Life.